# TBC1D9
TBC1D9‏ (TBC1 domain family member 9) هوَ بروتين يُشَفر بواسطة جين TBC1D9 في الإنسان.